# Miguel Rolando Covian
Miguel Rolando Covian foi um neurofisiologista argentino que se naturalizou brasileiro em 1971. Covian nasceu em 7 de setembro de 1913 na Argentina e faleceu em 5 de fevereiro de 1992, no Brasil. Foi professor e pesquisador na Faculdade de Medicina da Universidade de São Paulo, Campus Ribeirão Preto (FMRPUSP), onde criou um dos primeiros laboratórios de Neurofisiologia da instituição. Sua atuação pode ser destacada no campo da Neurofisiologia, especialmente nos tópicos: relação entre emoção e comportamento; comportamento alimentar; e bases neurais do comportamento. As pesquisas desenvolvidas em seu laboratório na FMRPUSP nesses tópicos também o fizeram reconhecido no campo das neurociências, principalmente das neurociências comportamentais.

## Argentina (1913-1948) e (1951-1955)
Covian nasceu em Rufino, província de Santa Fé, Argentina, em 1913. Ele iniciou o curso de Medicina em 1935 na Faculdade de Medicina da Universidade de Buenos Aires (UBA), se graduando em 1942. Entre 1942 e 1943 tornou-se Doutor em Medicina, com a pesquisa "Concentración de la Hemoglobina Sanguínea en el Lactante - Su Determinación mediante el Método Fotoelétrico". Começou a atuar junto ao Instituto de Biologia y Medicina Experimental (IByME), situado na cidade de Buenos Aires, capital da Argentina. No IByME trabalhou com diferentes pesquisadores, tais como o ganhador do prêmio Nobel Bernardo Houssay e o fisiologista Eduardo Braun-Menéndez. Além disso, pode ter contato com outros pesquisadores que se vinculariam à neurofisiologia ou às neurociências, tais como, Carlos E. Rapela e Ivan Izquierdo. Nesse período, trabalhou especialmente com pesquisas sobre as glândulas adrenais e o apetite específico para o sódio. O período de formação de Covian na Argentina está ancorado em um conjunto de mudanças socioculturais produzidas pelo primeiro governo de Juan Domingo Perón (1946-1955). Em 1948, Covian mudou-se para os Estados Unidos da América (EUA), retornando à Buenos Aires em 1951. Ao retornar dos EUA, Covian se associou novamente ao IByME. Ele criou um laboratório de Neurofisiologia que coordenou até 1955, quando se mudou para o Brasil. A década de 1950 na Argentina foi um período de crise econômica e político-ideológica, com a inflação aumentando aceleradamente e a retirada de apoio do exército ao governo de Perón. Nesse mesmo ano, o presidente foi deposto e a situação política ficou turbulenta e instável. Essa instabilidade influenciava o trabalho universitário e, especialmente do IByME, por causa da oposição de Houssay ao governo de Perón. Enquanto isso, no Brasil, Zeferino Vaz estava à frente da criação da FMRPUSP. Nesse processo, ele estava à procura de professores de renome para legitimar seu projeto no interior de São Paulo. À época, tanto o IByME, quanto seus principais membros, tais como Houssay, Braun-Menéndez e Covian já eram internacionalmente conhecidos. Covian foi um dos professores convidados para compor os primeiros quadros da FMRPUSP.

## Estados Unidos da América (1948-1951)
Entre 1948 e 1951 Covian desenvolveu atividades em um estágio de pós-doutoramento junto à Johns Hopkins University, na cidade de Baltimore, estado de Maryland. Ele desenvolveu tais atividades como bolsista da Rockefeller Foundation até 1950 e esse período pode ser dividido em: (a) 1948- 1949, estudos sobre problemas em Psicobiologia; e (b) 1949-1950, pesquisas em fisiologia do sistema nervoso. Entre 1950-1951 foi instrutor de Fisiologia na mesma instituição. O nome de Covian faz parte, inclusive, da Society of Scholars dessa universidade. No primeiro período (1948-1949), Covian pesquisou com Curt Richter sobre comportamento instintivo e apetite específico. A partir de 1949, ele trabalhou junto a Philip Bard, fortalecendo seu treinamento em Neurofisiologia. Richter pode ser identificado como um dos precursores da Psicobiologia e Bard foi um dos responsáveis pela criação da Teoria Cannon-Bard sobre as expressões emocionais. Nos EUA, teve contato com pesquisadores que, futuramente, se tornariam eminentes em suas áreas de pesquisa, e.g., Vernon Mountcastle

## Brasil (1955-1992)
A atuação de Covian no Brasil pode ser compreendida a partir de dois eixos principais. Por um lado, seus textos e reflexões sobre humanismo que compreendiam debates sobre o papel da Universidade na cultura e a formação dos cientistas. Por outro, a produção científica em seu laboratório de Neurofisiologia. Covian compreendia que o cientista deveria buscar o conhecimento por meio da prática de pesquisa e da reflexão filosófica e, assim, ele poderia adquirir a sabedoria necessária para utilizar as técnicas científicas sem reduzir-se ao tecnicismo. Covian advogava que a ciência deveria utilizar e produzir tecnologia em favor da humanidade. Além disso, defendia que mesmo quando o cientista não professasse uma religião específica, deveria comportar-se baseado em princípios morais alicerçados no bem. Por fim, ele defendia a criatividade e o livre pensamento como ferramentas indispensáveis para o exercício científico. Curiosamente, essa defesa ocorria em um período de ditadura civil-militar no Brasil, que contou com o cerceamento das universidades. Exemplos dessa defesa podem ser vistos nas matérias que escreveu para o jornal O Estado de S. Paulo durante a década de 1970. A formação de cientistas em bases humanísticas advogada por Covian tinha influências de suas leituras filosóficas e de outras ciências humanas. Ele foi especialmente influenciado por três autores: (a) Teilhard de Chardin; (b) José Ortega y Gasset; e (c) Thomas Merton. No campo da produção científica, seu laboratório de Neurofisiologia foi um local importante para o desenvolvimento de pesquisas em diferentes áreas. Particularmente, se destacaram
(a) a relação entre emoção e comportamento; (b) comportamento alimentar; e (c) bases neurais do comportamento. Covian definia seus interesses de pesquisa como vinculados à relação entre cérebro-mente. Seus estudos eram desenvolvidos utilizando diversos equipamentos científicos, tais como quimógrafos, fisiógrafos, polígrafos e pneumógrafos. Com equipamentos como esses, foram produzidos entre 1955 e 1972 aproximadamente 244 trabalhos e defendidas 23 teses. O primeiro grupo de pesquisadores era formado por José Venâncio Pereira Leite; Renato Hélios Migliorini; Carlos Renato Negreiros de Paiva; César Timo-Iaria e o próprio Covian. Com o passar dos anos, novos membros foram sendo incorporados e o corpo de pesquisadores se alterou. Por exemplo, houve a incorporação dos argentinos Andrés Negro-Vilar (1965) e Maria Carmela Lico (1963). Outros importantes pesquisadores em Fisiologia e Neurofisiologia também compuseram esse laboratório, tais como Anette Hoffmann, José Antunes Rodrigues, Ricardo Marseillan e Aldo Bolten Lucion. Suas pesquisas no Brasil contaram com investimentos da Fundação Rockefeller, além de recursos da Força Aérea dos EUA para participação em congressos científicos e da Fundação de Amparo à Pesquisa do Estado de São Paulo (FAPESP). Seu laboratório recebeu visitas internacionais, tais como Bernardo Houssay, Ivan Izquierdo e Vernon Mountcastle.

## Acervos Históricos
Dois arquivos históricos guardam documentação primária e secundária de Miguel Covian. Um acervo se encontra no Museu Histórico da FMRPUSP, parte constituinte do Espaço Cultural e de Extensão Universitária (ECEU-USP). Este acervo está na cidade de Ribeirão Preto, estado de São Paulo, Brasil. O segundo acervo está situado nos EUA, na cidade de Baltimore, junto ao Johns Hopkins Medical Archives.